# ガジョス・デ・サンクティ・スピリトゥス
ガジョス・デ・サンクティ・スピリトゥス（スペイン語: Gallos de Sancti Spíritus）は、キューバの野球リーグであるセリエ・ナシオナル・デ・ベイスボルに所属する野球チーム。本拠地はキューバ中央部にあるサンクティ・スピリトゥス州サンクティ・スピリトゥス。

## 概要
リーグ発足の1977年に設立。
1978-79年シーズンにルルデス・グリエルらを擁し初優勝。また2004-05年シーズン及び2005-06年シーズンの2度準優勝している。
イメージキャラクターは闘鶏をモチーフとしている。
サンクティ・スピリトゥスにあるホセ・アントニオ・ウエルガ・スタジアムを本拠地としているが、他にも7つの球場を使用している。

## 主な所属選手

### リーグMVP獲得選手
- ルルデス・グリエル（1994年）[1]
- マエルス・ロドリゲス（2001年）[1]
- ユリ・グリエル（2005年、2006年）[1]
- イスメル・ヒメネス（2013年）[1]

### その他
- エリエル・サンチェス
- ノルヘ・ルイズ（英語版）
- フレデリク・セペダ
- ホセ・デルガド
- ヤイセル・シエラ（英語版）
- ユニエスキ・グリエル
- ルルデス・グリエル・ジュニア